# Alversund híd
A Alversund híd (norvégül: Alversund bru) közúti függőhíd, amely a Alversund községet köti össze a Lindås faluval, Hordaland megyében, Norvégiában. A hidat 1958. június 29-én adták át a forgalomnak. A hídpálya 27 méterrel magasodik a tenger fölé. A híd leghosszabb nyílása 198 méter hosszú. Az Alversund-híd volt az első fizetős közúti híd, amely Nordhordaland megye településeinek együttműködésével valósult meg.

## Fordítás
Ez a szócikk részben vagy egészben  az   Alversund Bridge című angol Wikipédia-szócikk ezen változatának fordításán alapul.  Az eredeti cikk szerkesztőit annak laptörténete sorolja fel. Ez a jelzés csupán a megfogalmazás eredetét és a szerzői jogokat jelzi, nem szolgál a cikkben szereplő információk forrásmegjelöléseként.

## Külső hivatkozások
- vegvesen.no[halott link]